# Бонецкий, Адам

Герб Бонча (ГЦП, ч. 1, с. 72)

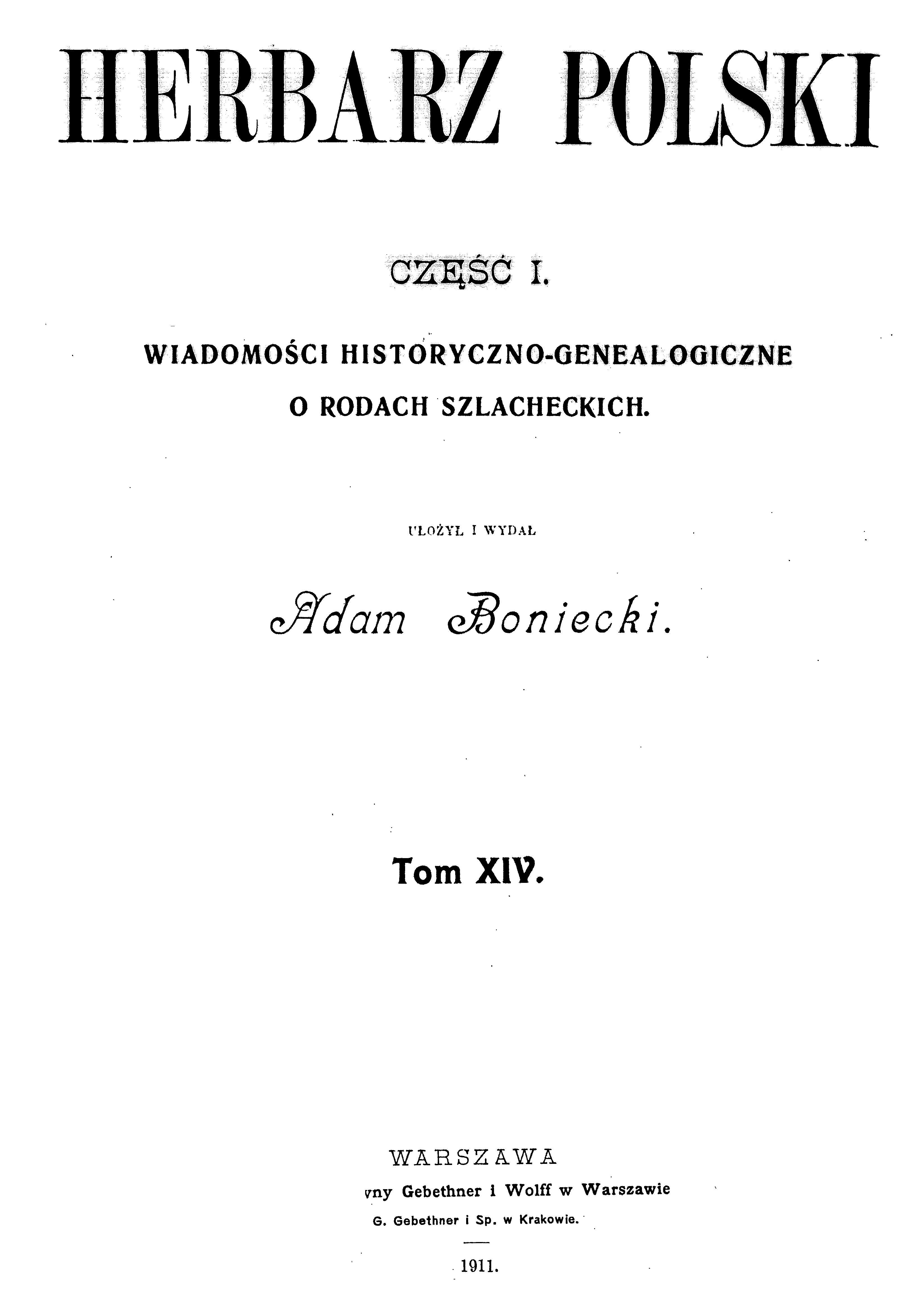
Гербовник Адама Бонецкого

Ада́м Ю́зеф Фе́ликс Фре́дро-Боне́цкий (пол. Adam Józef Feliks Fredro-Boniecki) герба Боньча (19 ноября 1842, недалеко от Кельце, Свентокшиское воеводство, Польша — 24 июня 1909, Варшава) — польский историк, геральдист и генеалог, автор фундаментального труда «Гербовник Польский», юрист.

## Биография
Происходил из шляхетской семьи. Его родителями были Фердинанд и Леонтина Стадницкая. Рано лишился родителей. Бонецкий изучал право в университете Санкт-Петербурга и в одном из старейших и наиболее престижных юридических учебных заведений Парижа — École de droit. В 1865—1872 годах работал в судебной системе Варшавы. После того, как поселился в имении Свидно под Варшавой, он посвятил себя геральдическим исследованиям.
В 1899 году в сотрудничестве с Артуром Рейским он приступил к выпуску многотомной работы «Гербовник Польский» (пол. Herbarz polski). До его смерти в 1909 году вышло из печати тринадцать томов. После смерти Бонецкого работу над «Гербовником Польским» продолжали Артур Рейский и Владимир Дворжачек.
«Польский Гербовник» Адама Бонецкого является одним из основных справочников по шляхетским родам Королевства Польского и Великого княжества Литовского. Он составлен на основе материалов, почерпнутых из книг Коронной и Литовской метрик, актов Коронного трибунала, гродских и земских судов, а также опубликованных источников и литературы (с соответствующими ссылками). Всего было издано 16 томов.
Адам Бонецкий был одним из первых членов Польского Геральдического Общества.